# Michel-Georges Brégent
Michel-Georges Brégent (* 29. Januar 1948 in Montreal; † 4. September 1993 in Montreal) war ein kanadischer Komponist, Organist und Keyboardspieler.

## Leben
Brégent studierte von 1967 bis 1970 am Konservatorium von Québec Komposition bei Gilles Tremblay, Ondes Martenot bei Jean Laurendeau, Klavier bei Raoul Sosa und Blattspiel bei Irving Heller. Zu den Instrumenten, die er beherrschte, zählten neben der Orgel das elektrische Klavier, das Mellotron und der Synthesizer. Als Stipendiat des Canada Council lebte er von 1973 bis 1978 in Paris, wo er u. a. als Begleiter von Lewis Furey auftrat.
Mit seinem Bruder Jacques Brégent und anderen Musikern gründete er die Gruppe Brégent, mit der er zwischen 1972 und 1975 sowie 1978 und 1980 Rockmusik spielte, die mit Elementen des Jazz und der zeitgenössischen Musik gemischt war, und mit der er zwei Alben (Poussière des regrets, 1973 und Partir pour ailleurs, 1978) aufnahm. Mit dem Perkussionisten Vincent Dionne trat er von 1975 bis 1979 als Duo Dionne-Brégent auf. Ein gleichnamiges Album erschien posthum 2006. Außerdem gehörte Brégent der Multimediagruppe L’écran humain an.
Bereits 1965 entstanden die ersten Kompositionen Brégents, unter anderem begann er in diesem Jahr mit er Arbeit an einer Vorfassung seines vierteiligen biblischen Freskos Les Testaments. Mit Atlantide, einer Auftragskomposition für Radio-Canada gewann Radio Canada 1985 einen Preis beim Prix Italia, einem internationalen Wettbewerb für Radiosender. Das Orchestre symphonique de Montréal führte 1987 seine Komposition Trad-sens-concertio in einer gekürzten Version von Louis-Philippe Pelletier auf. Im gleichen Jahr wurde er Composer in Residence der Canadian Opera Company, die 1988 seine Kammeroper Réalitillusion aufführte. Weitere Kompositionsaufträge erhielt er u. a. von der Société de musique contemporaine du Québec, dem niederländischen Duo Contemporain (from The Netherlands), dem Arditti Quartett, dem Ensemble Pentaèdre und den Musikern Michael Laucke und Rivka Golani. Die Société de musique contemporaine du Québec widmete ihm 1994 ein Konzert.
Brégent war mit der Pianistin Christina Petrowska Quilico verheiratet. Diese spielte die Uraufführung seines der Aleatorik verpflichteten Klavierwerks Geste (1970), mit dem sie in Kanada, den USA und der Sowjetunion auftrat und das sie auf ihrem Album Gems with an Edge aufnahm. Auf einer Doppel-CD spielte sie sein Monumentalwerk Portraits: Etudes Romantiques ein, das sie 2004 uraufgeführt hatte.

## Werke
- Grande toccate-sonate barbare für Klavier, 1965, 1988
- Les Testaments für Orgel, 1966
- Portraits für Klavier, 1966–88
- Paysage für Klavier, 1967, 1986
- Liage 5 für Orgel zu vier Händen, 1968, 1981
- Conjugaison für drei Klaviere, zwei präparierte Klaviere, Tonband, Licht und Publikum, 1968, 1971, 1981
- Introspection für drei Trompeten und Perkussion, 1968; (Version für Orgel, drei Trompeten und Otchester 1981–88)
- Geste für Klavier, 1970
- Zeitstreben für Orgel, 1971
- Between Innocence and Experience für Bass, Keyboard und Perkussion (Text von William Blake), 1975
- Sur mesures für Violine und Gitarre, 1977–81
- Contes pour enfants für Mundharmonika und Gitarre, 1978
- Sapho, trois poèmes d’amour für Sopran, Flöte und Gitarre (Text von Sappho), 1979
- Ritornella, la roue cosmique für neunzehn  Solisten und vierstimmigen gemischten Chor, 1980
- Dilmun eden: quatre règnes dans l’évolution terrestre für Flöte, Oboe, Harfe, Perkussion, Violine, Viola und Kontrabass, 1981, 1985
- Mitzvot en vue de l’omniprésence divine für drei Saxophonquartette oder Saxophonquartett und Tonband, 1982
- La Remontée d’Adanac O, le salmo salar für kleines Orchester, 1982
- Henri Mutsaers libratina für Sopran, Horn, Violine und Viola, 1983
- Swiato: un pas vers la lumière (in memoriam Claude Vivier) für Sprecher (optional), Bass, Sopran, Mezzosopran und kleines Orchester, (Texte von Plato und Claude Vivier), 1984
- Breathing für zwei Akkordeons oder Akkordeon und Tonband, 1984
- Melorythmharmundi für Flöte, Klarinette, Saxophon, Perkussion, Klavier, Cello und Gitarre, 1984
- Variations parallèles für Ondes Martenot und Klavier, 1984
- Atlantide für sechs Stimmen, 41 Performer, Computer und Tonband, 1985
- Popsi marcia «Densi-dimensio» für vier Trompeten, vier Hörner, zwei Tubas und vier Perkussionisten, 1987
- Trad-sens concertio für Klavier und Orchester, 1987
- Les Testaments für Orgel, Chor und Orchester, 1987–90
- Concierto-flamenco für Gitarre und Orchester, 1988
- Réalitillusion, Kammeroper für zwei Soprane, Mezzosopran, Tenor, zwei Baritone und fünf Performer, 1988